# 글로벌 성공시대
글로벌 성공시대는 2011년 6월 4일부터 2013년 10월 19일까지 방송되었던 시사교양 프로그램이다.

## 기획 의도
글로벌 리더를 꿈꾸는 사람들에게 전하는 시사교양 프로그램이다.

## 진행자
- 1대 이현주(35기) : 2011년 6월 4일 ~ 2013년 4월 6일
- 2대 김솔희 : 2013년 4월 13일 ~ 2013년 10월 19일

## 방송 회차

### 2011년
| 회차 | 방송일    | 출연자      | 제목 (원제)                    | 비고 |
| ---- | --------- | ----------- | ------------------------------ | --- |
| 1    | 6월 4일   | 홍원서      | 꿈을 설계하다                  | |
| 2    | 6월 11일  | 최경주      | 필드의 개척자                  | |
| 3    | 6월 18일  | 권영호      | 유럽 최고의 한상               | |
| 4    | 6월 25일  | 강효정      | 유럽 발레계의 신데렐라         | |
| 5    | 7월 2일   | 윤윤수      | 400만 마일의 사나이            | 7월 9일에는 2018 평창 동계올림픽 유치기념 축하음악회 <평창 그 위대한 승리> 편성으로 결방                                                   |
| 6    | 7월 16일  | 나윤선      | 유럽을 매혹시킨 재즈 아티스트  | |
| 7    | 7월 23일  | 김욱진      | 멕시칸 푸드왕이 된 노점상 소년 | |
| 8    | 7월 30일  | 최영진      | 한국인 최초 UN특별대표         | |
| 9    | 8월 6일   | 박태환      | 마린보이의 위대한 도전         | |
| 10   | 8월 13일  | 백승욱      | 라스베이거스 최고의 요리사     | |
| 11   | 8월 20일  | 임선혜      | 노래하는 작은 거인             | 8월 27일에는 6시 55분부터 <2011 대구 세계육상선수권 대회> 개막식 편성 , 9월 3일에는 7시부터 <2011 대구 세계육상 여기는 대구> 편성으로 결방 |
| 12   | 9월 10일  | 김종훈      | 살아 있는 IT신화               | |
| 13   | 9월 17일  | 송은호      | 밀림의 개척자                  | |
| 14   | 9월 24일  | 도미닉 팽본 | 디트로이트를 디자인한 남자     | |
| 15   | 10월 1일  | 케빈 리     | 할리우드가 선택한 남자         | |
| 16   | 10월 8일  | 강승현      | 뉴욕을 매혹시킨 패션모델       | |
| 17   | 10월 15일 | 김효섭      | 일본 막걸리 한류의 주역        | |
| 18   | 10월 22일 | 김성주      | 세계가 주목하는 여성 CEO       | |
| 19   | 10월 29일 | 강석희      | 미국인의 마음을 빼앗은 리더    | |
| 20   | 11월 5일  | 이숙진      | 클린 호주를 만든다             | |
| 21   | 11월 12일 | 김의신      | 세계 핵의학계 선구자           | |
| 22   | 11월 19일 | 박지성      | 더 큰 나를 위해 나를 버린다    | |
| 23   | 11월 26일 | 차인홍      | 휠체어 탄 지휘자               | |
| 24   | 12월 3일  | 배효섭      | 타조왕이 된 펀드매니저         | |
| 25   | 12월 10일 | 박상철      | 가봉 대통령 경호실장           | |
| 26   | 12월 17일 | 임재식      | 스페인을 한국 노래로 물들이다  | |
| 27   | 12월 24일 | 김영완      | 캘리포니아를 접수시킨 생선왕   | 12월 31일에는 <TV 50년 대한민국의 스포츠 50년의 시간여행> 편성으로 결방                                                                    |

### 2012년
| 회차 | 방송일    | 출연자                        | 출연자                        | 제목 (원제)                         | 비고                                                                       |
| ---- | --------- | ----------------------------- | ----------------------------- | ----------------------------------- | -------------------------------------------------------------------------- |
| 28   | 1월 7일   | Global leaders 성공노트       | Global leaders 성공노트       | Global leaders 성공노트             | 신년기획                                                                   |
| 29   | 1월 14일  | 전미자                        | 전미자                        | 오스트리아의 입맛을 사로잡다        |                                                                            |
| 30   | 1월 21일  | 오영석                        | 오영석                        | 일본, 한류의 음식 개척자            |                                                                            |
| 31   | 1월 28일  | 이원규                        | 이원규                        | 맨손으로 일군 브라질 패션신화       |                                                                            |
| 32   | 2월 4일   | 이채욱                        | 이채욱                        | 세계 1등 공항 CEO                   |                                                                            |
| 33   | 2월 11일  | 홍수진                        | 홍유경                        | 북유럽 최고의 음악트리오            |                                                                            |
| 34   | 2월 18일  | 윤형구                        | 윤형구                        | 브라질이 선택한 보안업체 CEO        |                                                                            |
| 35   | 2월 25일  | 윤화경                        | 윤화경                        | 뉴욕을 매혹시킨 보석 디자이너       |                                                                            |
| 36   | 3월 3일   | 나보다 더 강한 나를 발견하다  | 나보다 더 강한 나를 발견하다  | 나보다 더 강한 나를 발견하다        |                                                                            |
| 37   | 3월 10일  | 문대동                        | 문대동                        | 미국 텍사스 나눔의 기업인           |                                                                            |
| 38   | 3월 17일  | 문영희                        | 문영희                        | 파리의 패션 리더                    |                                                                            |
| 39   | 3월 24일  | 최웅섭                        | 최웅섭                        | 불의 나라를 빛낸 한국인             |                                                                            |
| 40   | 3월 31일  | 윤정환                        | 윤정환                        | J리그를 달군 한국인 감독            |                                                                            |
| 41   | 4월 7일   | 이대봉                        | 이대봉                        | 뚝심으로 일군 레저 왕국             |                                                                            |
| 42   | 4월 14일  | 문대원                        | 문대원                        | 멕시코의 대사부                     |                                                                            |
| 43   | 4월 21일  | 오세영                        | 오세영                        | 메콩강의 거상                       |                                                                            |
| 44   | 4월 28일  | 정장훈                        | 정장훈                        | 청바지 CEO로 변신한 변호사          |                                                                            |
| 45   | 5월 5일   | 남기영                        | 남기영                        | 세계 전기차의 개척자                |                                                                            |
| 46   | 5월 12일  | 이장수                        | 이장수                        | 대륙의 별                           |                                                                            |
| 47   | 5월 19일  | 정흥원                        | 정흥원                        | 페루 아마존의 한인시장(찬차마요 시) |                                                                            |
| 48   | 5월 26일  | 김자인                        | 김자인                        | 스포츠 클리밍의 어제                |                                                                            |
| 49   | 6월 2일   | 플뢰르 펠르랭                 | 플뢰르 펠르랭                 | 프랑스 장관이 된 입양인             |                                                                            |
| 50   | 6월 9일   | 박동희                        | 박동희                        | 말라카 해협의 조선왕                |                                                                            |
| 51   | 6월 16일  | 송창근                        | 송창근                        | 미스터 신발왕                       |                                                                            |
| 52   | 6월 23일  | 최정범                        | 최정범                        | 입맛을 사로잡은 한국인              |                                                                            |
| 53   | 6월 30일  | 우규승                        | 우규승                        | 보스턴 건축의 거장                  |                                                                            |
| 54   | 7월 7일   | 신학철                        | 신학철                        | 샐러리맨 성공신화                   |                                                                            |
| 55   | 7월 14일  | 장영식                        | 장영식                        | 일본 유통업계의 작은 거인           |                                                                            |
| 56   | 7월 21일  | 조평규                        | 조평규                        | 대륙의 꿈                           | 7월 28일과 8월 4일에는 올림픽 중계 편성으로 결방                           |
| 57   | 8월 11일  | 마 짐                         | 마 짐                         | 호주 패스트 패션의 개척자           |                                                                            |
| 58   | 8월 18일  | 반기문                        | 반기문                        | 세계의 리더                         |                                                                            |
| 59   | 8월 25일  | 허승희                        | 허승희                        | 미국 미네소타주를 설계한 남자       |                                                                            |
| 60   | 9월 1일   | 유철수                        | 유철수                        | 300달러로 이룬 아메리칸 드림        |                                                                            |
| 61   | 9월 8일   | 김소영                        | 김소영                        | 치즈 명장이 된 과학자               |                                                                            |
| 62   | 9월 15일  | 이기식                        | 이기식                        | 양궁 한류의 주역                    |                                                                            |
| 63   | 9월 22일  | 김태연                        | 김태연                        | 실리콘 밸리의 작은 거인             | 9월 29일에는 추석특집 다큐 <고향극장-미우나 고우나 내 아들> 편성으로 결방  |
| 64   | 10월 6일  | 이지연                        | 이지연                        | 동양인 최초의 와인 마스터           |                                                                            |
| 65   | 10월 13일 | 임현정                        | 임현정                        | 세계를 놀라게 한 피아니스트         |                                                                            |
| 66   | 10월 20일 | 방찬영                        | 방찬영                        | 카자흐스탄 최고 대학의 총장         |                                                                            |
| 67   | 10월 27일 | 송영숙                        | 송영숙                        | 미국을 매혹시킨 파티의 연금술사     |                                                                            |
| 68   | 11월 3일  | 이헌                          | 이헌                          | 세르비아 국민 가수                  |                                                                            |
| 69   | 11월 10일 | 정재훈                        | 정재훈                        | 우주 산업을 이끄는 CEO              |                                                                            |
| 70   | 11월 17일 | 이돈태                        | 이돈태                        | 영국을 사로잡은 한국인              |                                                                            |
| 71   | 11월 24일 | 김은미                        | 김은미                        | 아시아를 누비는 여성 CEO            |                                                                            |
| 72   | 12월 1일  | 김연경                        | 김연경                        | 세계를 제패한 배구 여왕             |                                                                            |
| 73   | 12월 8일  | 조순                          | 조순                          | 브라질 무역왕을 꿈꾸는 청년 CEO     |                                                                            |
| 74   | 12월 15일 | 김해동                        | 김해동                        | 행복 경영의 선구자                  |                                                                            |
| 75   | 12월 22일 | 열정은 성공의 또다른 이름이다 | 열정은 성공의 또다른 이름이다 | 열정은 성공의 또다른 이름이다       | 송년기획인데 12월 29일에는 송년특집 <희망을 그리는 학교> 1편 편성으로 결방 |

### 2013년
| 회차          | 방송일    | 출연자                        | 제목 (원제)                          | 비고                                                                                        |
| ------------- | --------- | ----------------------------- | ------------------------------------ | ------------------------------------------------------------------------------------------- |
| 76            | 1월 5일   | 김보미                        | 최초의 여성 지휘자                   |                                                                                             |
| 77            | 1월 12일  | 장준택                        | 요거트로 미대륙을 점령한 남자        |                                                                                             |
| 78            | 1월 19일  | 하경서                        | 엘살바도르의 한국인 거상             |                                                                                             |
| 79            | 1월 26일  | 정문현                        | 캐나다 최대의 교육그룹의 리더        |                                                                                             |
| 80            | 2월 2일   | 김미화                        | 일본 열도를 사로잡은 여성 CEO        |                                                                                             |
| 81            | 2월 9일   | 나눔으로 행복한 글로벌 리더들 | 나눔으로 행복한 글로벌 리더들        | 설날 기획                                                                                   |
| 82            | 2월 16일  | 하형록                        | 미국 주차 빌딩의 혁신가              |                                                                                             |
| 83            | 2월 23일  | 이동민                        | 스타 셰프가 된 청년                  |                                                                                             |
| 84            | 3월 2일   | 김청자                        | 아프리카로 간 프리 마돈나            |                                                                                             |
| 85            | 3월 9일   | 최석호                        | 미국을 놀라게 한 정치가              |                                                                                             |
| 86            | 3월 16일  | 김홍렬                        | 이구아수를 품은 남자                 |                                                                                             |
| 87            | 3월 23일  | 이해언                        | 라스베이거스의 거상                  |                                                                                             |
| 88            | 3월 30일  | 채동석                        | 유통업계 거상이 된 트럭 배달부       |                                                                                             |
| 89            | 4월 6일   | 배무한                        | 3번의 실패 끝에 이룬 청바지 왕국     |                                                                                             |
| 90            | 4월 13일  | 김윤정                        | 브라질의 강철 여검사                 |                                                                                             |
| 91            | 4월 20일  | 백건우                        | 전 세계를 빚낸 피아니스트            |                                                                                             |
| 92            | 4월 27일  | 허윤                          | 바다를 파는 거상                     |                                                                                             |
| 93            | 5월 4일   | 박화영                        | 돌풍을 일으킨 성악가                 | 5월 11일에는 흥사단 창립 100주년 특집다큐 <영원한 청년 도산 안창호> 1편 편성으로 결방       |
| 94            | 5월 18일  | 문용철                        | 베트남 아이들의 삶을 바꾼 기업가     |                                                                                             |
| 95            | 5월 25일  | 장재중                        | 사랑을 운송하는 항만사업가           |                                                                                             |
| 96            | 6월 1일   | 강효                          | 천재 음악가를 키워낸 바이올리니스트  |                                                                                             |
| 97            | 6월 8일   | 장대건                        | 스페인을 사로잡은 클래식 기타리스트  |                                                                                             |
| 98            | 6월 15일  | 박은선                        | 이탈리아가 사랑한 조각가             | 6월 22일에는 KBS 특별기획 <상생경제가 희망이다 제 2부> '강소기업 성공의 조건' 편성으로 결방 |
| 99            | 6월 29일  | 최상민                        | 아이티를 밝히는 전력사업가           |                                                                                             |
| 100           | 7월 6일   | 세계를 움직이는 리더들        | 세계를 움직이는 리더들               | 100회 기획                                                                                  |
| 101           | 7월 13일  | 이혜식                        | 몽골 녹색 혁명의 선두자              |                                                                                             |
| 102           | 7월 20일  | 박윤정                        | 프랑스가 사랑한 스타 디자이너        | 7월 27일에는 <정전 60주년 특별기획 다큐멘터리> 편성으로 결방                                |
| 103           | 8월 3일   | 강상구                        | 미국을 사로잡은 태권 마스터          |                                                                                             |
| 104           | 8월 10일  | 영무                          | 아마존을 닮은 남자                   |                                                                                             |
| 105           | 8월 17일  | 이기영                        | 13억의 입맛을 사로잡은 경영자        |                                                                                             |
| 106           | 8월 24일  | 나민수                        | 미국을 사로잡은 건축외관 전문가      |                                                                                             |
| 107           | 8월 31일  | 최광영                        | 키르기스 금융산업의 개척자           |                                                                                             |
| 108           | 9월 7일   | 노승정                        | 오사카의 거상                        |                                                                                             |
| 109           | 9월 14일  | 최영태                        | 보석보다 빛나는 주얼리 사업가        |                                                                                             |
| 110           | 9월 21일  | 김우재                        | 인도네시아에 핀 무궁화               |                                                                                             |
| 111           | 9월 28일  | 이삼하                        | 안데스의 여걸                        |                                                                                             |
| 112           | 10월 5일  | 유근상                        | 피렌체를 사로잡은 빛과 색체의 예술가 |                                                                                             |
| 113           | 10월 12일 | 윤태현                        | 14번의 실패 끝에 유럽 정상에 선 남자 |                                                                                             |
| 마지막회(114) | 10월 19일 | 주디 드레이퍼                 | 차별을 딛고 선 한인판사              |                                                                                             |